# Dana Perino
Dana Marie Perino (9 de maig de 1972) és una comentarista política i escriptora estatunidenca que ha estat la 34a secretària de premsa de la Casa Blanca, sota el mandat del president George W. Bush, del 14 de setembre de 2007 al 20 de gener de 2009. Va ser la segona dona a ocupar el càrrec després de Dee Dee Myers, que en va ser durant l'administració Clinton. És comentarista política a Fox News, copresentadora del programa del mateix canal The Five, i editora de llibres executiva a Random House. El 2 d'octubre de 2017 va començar el seu propi programa, The Daily Briefing with Dana Perino a Fox News.

## Infantesa i carrera
Nata a Evanston (Wyoming) el 9 de març de 1972, filla de Janice "Jan" i Leo Perino, es va criar a Denver (Colorado). Els seus dos besavis paterns eren immigrants italians. Va anar a un institut als suburbis al sud-est de Denver, a Parker. Perino es va graduar en mitjans de comunicació amb minors en ciència política i castellà a la Universitat Estatal de Colorado–Pueblo. Estava a l'equip forense universitari i va treballar per KTSC-TV, afiliada de la PBS al campus. També va treballar a KCCY-FM al torn de 2 a 6 de la matinada. Perino va rebre un màster en assumptes públics de la Universitat d'Illinois a Springfield (UIS). Durant la seva estada a l'UIS va treballar per WCIA, afiliada a la CBS, com a periodista cobrint el capitoli estatal d'Illinois.
Perino va treballar a Washington DC pel congressista republicà per Colorado Scott McInnis com a assessora abans de ser la secretària de premsa del representant republicà per Colorado Dan Schaefer, que aleshores presidia el subcomitè de comerç en energia de la Cambra. Després que Schaefer es retirés el 1998, va traslladar-se al Regne Unit amb el seu marit. El novembre de 2011 va tornar a Washington DC i va aconseguir el càrrec de portaveu del Departament de Justícia, que va ocupar durant dos anys.
Perino es va unir al personal de la Casa Blanca com a directora adjunta de comunicacions pel Consell en Qualitat Mediambiental (CEQ en les sigles en anglès), que donava consells estratègics en desenvolupament de missatge, relacions amb els mitjans i difusió pública. El comitè de supervisió de la Cambra, presidit pel congressista demòcrata per Nova York Edolphus Towns, va afirmar en les seves investigacions en censura del canvi climàtic que el CEQ exercia un control inapropiat de les relacions de la premsa amb les agències científiques governamentals durant la seva gestió.

## Secretària de premsa
Perino va ser contactada pel cap de gabinet de la Casa Blanca Andy Card dos mesos després dels atemptats de l'onze de setembre. Inicialment era directora adjunta de comunicació del CEQ de la Casa Blanca.

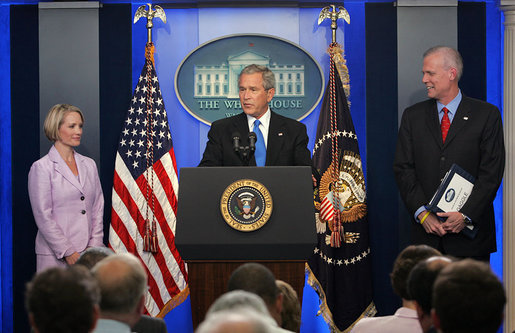
Dana Perino, George W. Bush i Tony Snow

Va ser secretària de premsa adjunta del 2005 al 2007. Del 27 de març al 30 d'abril de 2007 va ocupar el lloc del secretari de premsa Tony Snow mentre rebia tractament per càncer de còlon.
El 31 d'agost de 2007 el president George W. Bush va anunciar que Snow dimitiria per raons de salut i que Perino el substituiria. Perino va ser assessora del president i secretària de premsa de la Casa Blanca del 14 de setembre de 2007 fins al final de l'administració Bush el gener de 2009.
El 14 de desembre de 2008 un periodista de televisió, Muntadhar al-Zaidi, va llançar dues sabates contra Bush en una conferència de premsa a Bagdad. Bush les va esquivar però Perino va ser ferida a l'ull per un micròfon durant la commoció de la detenció d'al-Zaidi.

## Carrera després de l'administració Bush

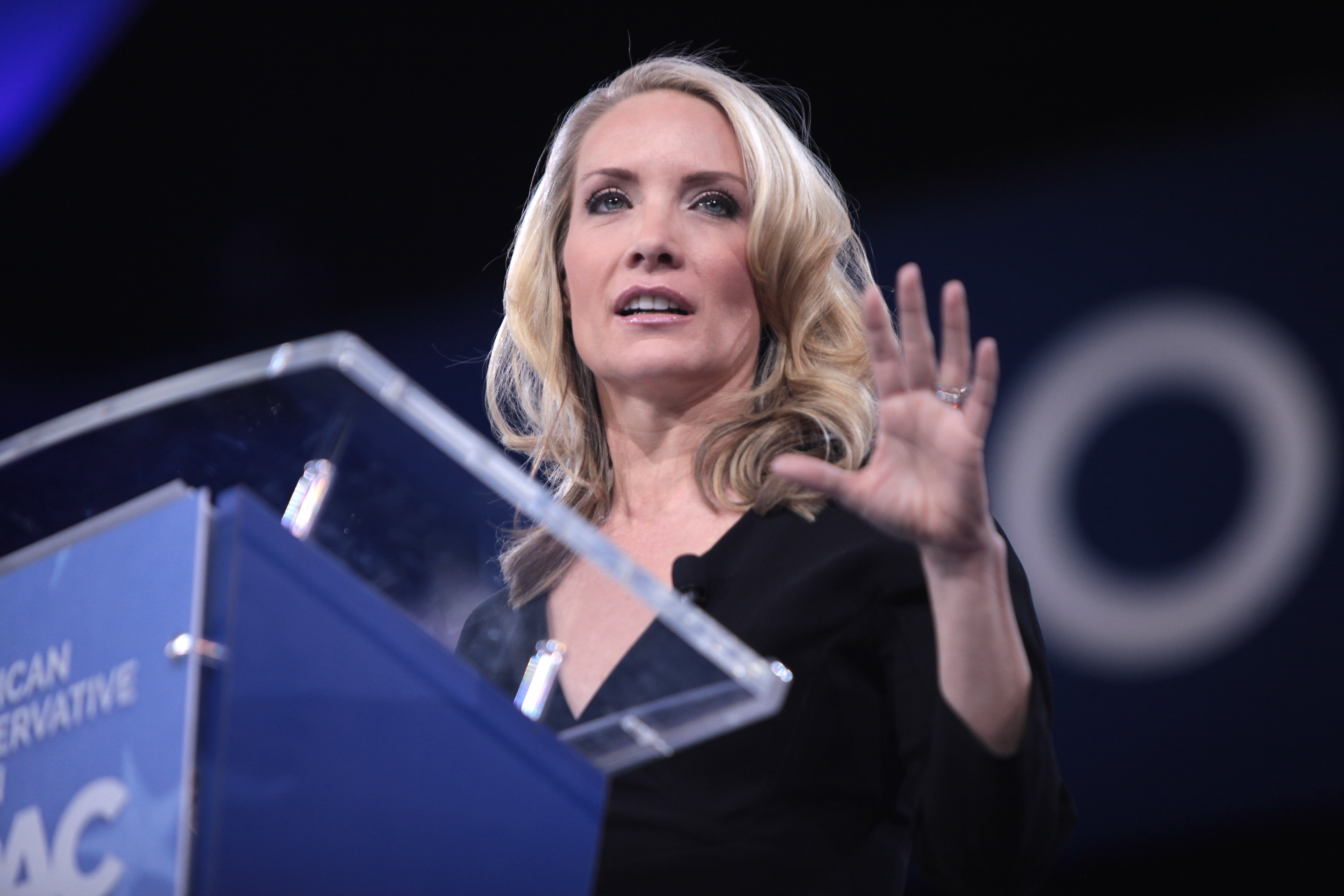
Perino parlant a la Conservative Political Action Conference de 2016 a Washington DC.

Després d'abandonar la Casa Blanca va esdevenir comentarista política a Fox News. És copresentadora regular del programa The Five. El novembre de 2009 va ser nominada pel president Barack Obama per ser governadora de la junta de radioteledifusió, un organisme que supervisa les emissions internacionals amb suport del govern, i va ser confirmada pel Senat el 30 de juny de 2010. El 2010 va començar a impartir una assignatura en comunicació política a temps parcial a la Universitat George Washington. El març de 2011, Crown Publishing Group va anunciar que s'havia unit com a directora editorial de Crown Forum però actualment ja no n'és.
El 2015 va afirmar que els climatòlegs s'havien inventat les dades de temperatures i que la climatologia era un frau.
El 18 de setembre de 2016, el seu podcast Perino & Stirewalt: I'll Tell You What, copresentat amb Chris Stirewalt, es va estrenar com un programa setmanal limitat a Fox News Channel. Se n'emet un nou episodi cada dimecres a la nit.

## Vida personal
Va conèixer el seu futur marit, l'anglès Peter McMahon, l'agost de 1997. Es van casar el 1998. El maig de 2012 va aparèixer al concurs Jeopardy! amb Kareem Abdul-Jabbar i David Faber, de la CNBC.
Ha sigut habitant de Bay Head, Nova Jersey.